# Lee Peltier
Lee Anthony Peltier, född den 11 december 1986 i Liverpool, England, är en engelsk professionell fotbollsspelare som spelar för Rotherham United. Han har dessutom spelat för bland andra Yeovil Town, Huddersfield Town FC, Leicester City och Cardiff City. Han kan spela som försvarare eller mittfältare.
Han har dessutom spelat tre landskamper för England U18.

## Fotbollskarriär

### Liverpool
Peltier gick i St Patricks romersk-katolska grundskola i stadsdelen Toxteth i Liverpool och var med och vann Merseyside Schools Cup med skolans fotbollslag 1996. Peltier spelade i flera år med Liverpools reservlag och ansågs vara en lovande spelare av tränarna. I Liverpools kvalmatch till Champions League mot den israeliska klubben Maccabi Haifa i augusti 2006 blev han för första gången uttagen i matchtruppen men fick sitta på bänken hela matchen. Han debuterade istället i ligacupmötet med Reading två månader senare, den 25 oktober 2006. Peltier debuterade i Champions League för Liverpool i mötet med Galatasaray den 5 december samma år. Han spelade hela matchen som högerback när Liverpool förlorade med 3-2.
Den 16 mars 2007 lånades Peltier ut till Hull City till slutet av säsongen. Den 14 juli 2007 gjorde han sitt första mål för Liverpool i en träningsmatch mot Crewe Alexandra innan han skrev på ett låneavtal med Yeovil Town den 29 juli.
 Låneperioden hos Yeovil slutade den 31 december samma år men klubben ville ha tillbaka honom, och den 31 januari 2008 skrev han ett treårs kontrakt med Yeovil Town.

### Leicester
Den 21 juni 2011 skrev Peltier på ett treårs avtal med Leicester City. Leicester tros ha fått betala 750,000 pund. Tiden i Leicester blev dock bara ett år då han köptes av Leeds United.

### Leeds United
Den 4 augusti 2012 köptes Peltier av Leeds som skrev ett treårs kontrakt med honom. Han debuterade i Leeds den 11 augusti mot Shrewsbury Town i första omgången av Capital One Cup (ligacupen) och gjorde sin ligadebut som ny lagkapten för klubben veckan därefter, den 18 augusti, då Leeds inledde ligaspelet med en 1-0-vinst hemma mot Wolverhampton.

### Middlesbrough
Den 2 juli 2021 värvades Peltier av Middlesbrough, där han skrev på ett ettårskontrakt.

### Rotherham United
Den 28 juli 2022 värvades Peltier av Rotherham United, där han skrev på ett ettårskontrakt.